# IodaRacing Project

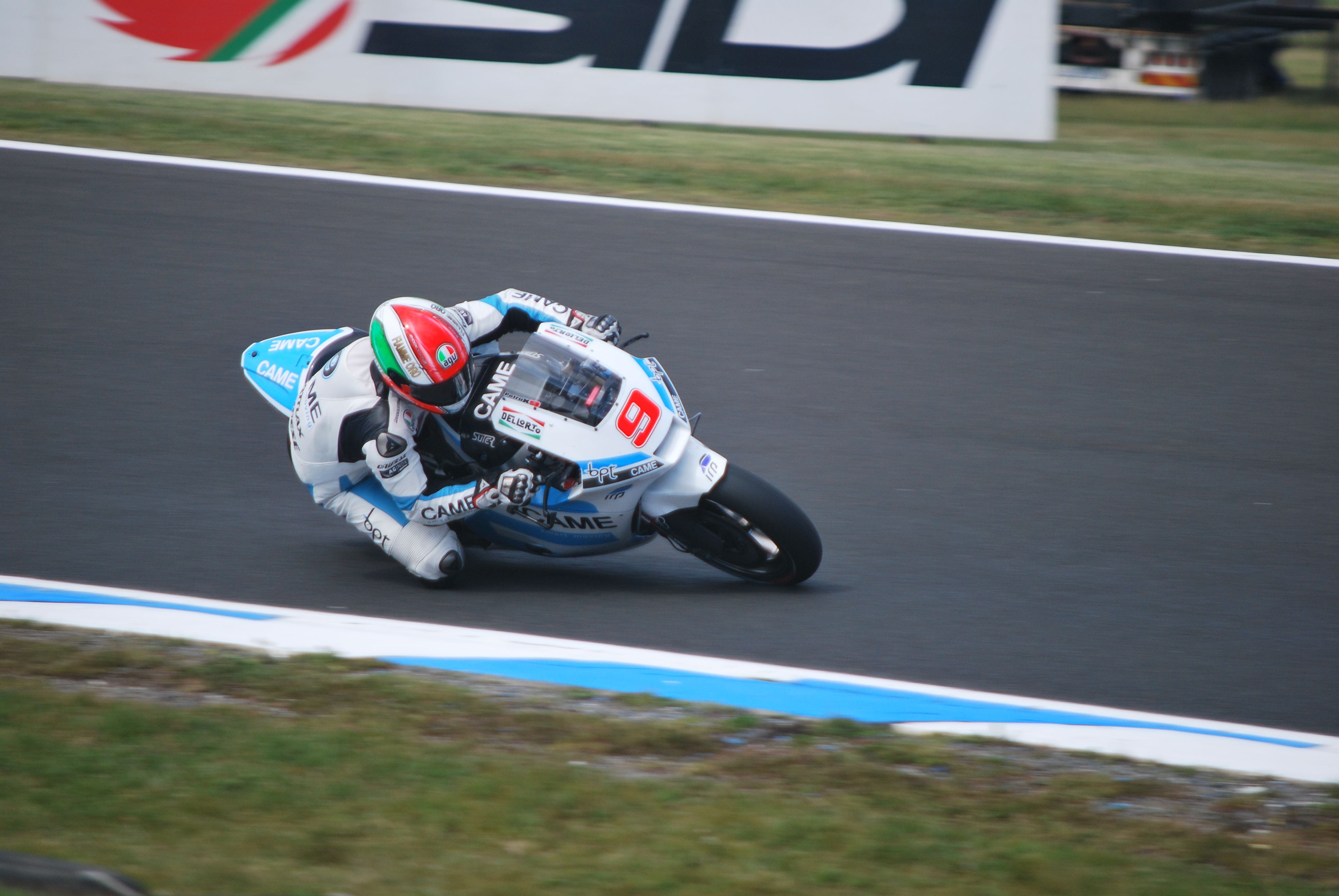
Даніло Петруччі— представник IodaRacing Project в MotoGP

Octo IodaRacing Team — італійська приватна мотогоночна команда, що бере участь у Чемпіонаті світу з шосейно-кільцевих мотоперегонів MotoGP. Штаб-квартира команди знаходиться у Тревізо, Італія. У сезоні 2016 представлена одним гонщиком у класі Moto2, до цього брала участь також у MotoGP та Moto3. З 2016 року бере участь у чемпіонаті WSBK.

## Історія

### Передумови
Керівник команди Джампьеро Саккі був залучений в спорті з 1980 року, коли він працював в сфері управління та зв'язків з громадськістю. Саккі створив власну команду «Scuderia Carrizosa», яка з 1996 по 1998 роки брала участь у Чемпіонаті світу в класах 125cc і 250cc; згодом працював в командах Derbi Racing, Gilera та Aprilia в період з 1998 по 2010 роки. Саккі також брав участь у розвитку кар'єри кількох чемпіонів, у тому числі Валентіно Россі і Хорхе Лоренсо. Саккі запустив «IodaRacing Project» в 2010 році з метою участі в гонках серії Гран-Прі в 2011 році.

### MotoGP
«IodaRacing» увійшла в клас MotoGP у 2012 році як приватна команда (CRT). Команда використовувала шасі власної розробки TR003, з двигуном від Aprilia RSV4. Даніло Петруччі був єдиним гонщиком команди протягом сезону, здобувши 27 очок і посівши в результаті 19-е місце. В середині сезону команда стала комплектувати свої мотоцикли шасі Suter MMX1 розробки Suter Racing Technology.
В сезоні 2013 «IodaRacing Project» продовжила використовувати шасі від Suter, змінивши постачальника двигунів на BMW. Вона була представлена у «королівському» класі двома гонщиками: до Петруччі приєднався чеський гонщик Лукаш Пешек. Італієць з 26-ма очками став 17-им, Пешек ж не набрав жодного очка.
У сезоні 2014 року «IodaRacing Project» змінила постачальника мотоциклів з Suter на Aprilia. Команду у королівському класі представляв один Петруччі. Мотоцикл не дозволяв гонщику та команді розраховувати на високі результати, тому в загальному заліку гонщик фінішував 20-им, а «IodaRacing Project» в заліку команд зайняла останнє, 13-е місце.
На сезон 2015 Даніло Петруччі перейшов до команди «Pramac Racing», а на його місце був запрошений досвідчений гонщик Алекс де Анджеліс.

### Moto2
В класі Moto2 «IodaRacing» почала виступати у сезоні 2011 року. Мотоцикл був побудований на базі шасі від FTR. Команду представляли італійські гонщики Сімоне Корсі і Маттіа Пасіні. Протягом сезону Корсі здобув два подіуми, фінішувавши на шостому місці в загальному заліку, Пасіні ж був двадцять четвертим.
Команда продовжувала використовувати шасі FTR в 2012 році, обмеживши своє представництво у Moto2 одним Корсі. Сімоне був не в змозі повторити результати 2011 року, закінчивши сезон одинадцятим в загальному заліку.
У сезоні 2013 року «IodaRacing» перейшла до використання шасі від Suter Racing Technology, як це було зроблено в класі MotoGP протягом другої половини 2012 року. З переходом Сімоне Корсі в команду «NGM Mobile», команду в цьому класі представляв Йоан Зарко. Француз протягом сезону двічі підіймався на подіум (у Італії та Валенсії), в підсумку зайнявши 9-те місце. Після завершення сезону він приєднався до новоутвореної команди «Caterham Moto Racing», а його місце зайняв швейцарець Ренді Крумменахер.
Команда продовжувала використовувати мотоцикл Suter MMX2, хоча у чемпіонаті настала ера домінування німецького виробника Kalex. Найкращим результатом Крумменахера стало 7-е місце на Гран-Прі Німеччини, в загальному заліку він фінішував на 24-у місці.
На сезон 2015 Ренді Крумменахер перейшов до команди «JiR», а його місце зайняв молодий німецький гонщик Флоріан Альт.

### Moto3
У класі Moto3 команда з'явилась у сезоні 2012 року, використовуючи шасі власної розробки TR002. Гонщиками команди були італієць Луїджі Морчіано та німець Йонас Фольгер. Найкращим результатом було 11 місце Фольгера на Гран-Прі Франції і це виявилось єдиним потраплянням гонщиків команди в залікову зону у тому сезоні.
З сезону 2013 року «IodaRacing Project» в змагання цього класу участі не бере.

### WSBK
З сезону 2016 команда дебютувала у чемпіонаті світу Superbike. Її представляли гонщики Алекс де Анджеліс та Лоренцо Савадорі на мотоциклах Aprilia RSV4 RF.

## Статистика виступів
| Сезон | Клас   | Назва команди                                 | Мотоцикл             | №  | Гонщик            | Гонки | Пер  | Под  | ПП   | НК   | ОГ    | МГ | Очки | Місце |
| ----- | ------ | --------------------------------------------- | -------------------- | -- | ----------------- | ----- | ---- | ---- | ---- | ---- | ----- | -- | ---- | ----- |
| 2011  | Moto2  | Ioda Racing Project                           | FTR Moto M211        | 3  | Сімоне Корсі      | 17    | 0    | 2    | 0    | 0    | 127   | 6  | —    | —     |
| 2011  | Moto2  | Ioda Racing Project                           | FTR Moto M211        | 75 | Маттіа Пасіні     | 17    | 0    | 0    | 0    | 0    | 28    | 24 | —    | —     |
| 2012  | MotoGP | Came IodaRacing Project                       | Ioda-Suter           | 9  | Даніло Петруччі   | 18    | 0    | 0    | 0    | 0    | 27    | 19 | 27   | 12    |
| 2012  | Moto2  | Came IodaRacing Project                       | FTR Moto M212        | 3  | Сімоне Корсі      | 17    | 0    | 0    | 1    | 0    | 87    | 11 | —    | —     |
| 2012  | Moto3  | Ioda Team Italia                              | Ioda TR002           | 3  | Луїджі Морчіано   | 13    | 0    | 0    | 0    | 0    | 0     | —  | —    | —     |
| 2012  | Moto3  | IodaRacing Project                            | Ioda TR002           | 94 | Йонас Фольгер     | 7(15) | 0(1) | 0(4) | 0(2) | 0(0) | 5(93) | 9  | —    | —     |
| 2012  | Moto3  | IodaRacing Project                            | Ioda TR002           | 24 | Армандо Понтоне   | 8     | 0    | 0    | 0    | 0    | 0     | —  | —    | —     |
| 2013  | MotoGP | Came IodaRacing Project                       | Ioda-Suter-BMW TR002 | 9  | Даніло Петруччі   | 18    | 0    | 0    | 0    | 0    | 26    | 17 | 26   | 11    |
| 2013  | MotoGP | Came IodaRacing Project                       | Ioda-Suter-BMW TR002 | 52 | Лукаш Пешек       | 18    | 0    | 0    | 0    | 0    | 0     | —  | 26   | 11    |
| 2013  | Moto2  | Came Iodaracing Project                       | Ioda-Suter           | 5  | Йоан Зарко        | 17    | 0    | 2    | 0    | 2    | 141   | 9  | —    | —     |
| 2014  | MotoGP | IodaRacing Project Octo IodaRacing Team       | ART                  | 9  | Даніло Петруччі   | 14    | 0    | 0    | 0    | 0    | 17    | 20 | 17   | 13    |
| 2014  | MotoGP | IodaRacing Project Octo IodaRacing Team       | ART                  | 84 | Мішель Фабріціо   | 2     | 0    | 0    | 0    | 0    | 0     | —  | 17   | 13    |
| 2014  | Moto2  | IodaRacing Project                            | Suter MMX2           | 4  | Ренді Крумменахер | 13    | 0    | 0    | 0    | 0    | 22    | 17 | —    | —     |
| 2015  | MotoGP | Octo IodaRacing Team E-Motion IodaRacing Team | ART                  | 15 | Алекс де Анджеліс | 15    | 0    | 0    | 0    | 0    | 2     | 28 | 2    | 13    |
| 2015  | MotoGP | Octo IodaRacing Team E-Motion IodaRacing Team | ART                  | 23 | Брок Паркес       | 1     | 0    | 0    | 0    | 0    | 0     | —  | 2    | 13    |
| 2015  | MotoGP | Octo IodaRacing Team E-Motion IodaRacing Team | ART                  | 55 | Даміан Кадлін     | 2     | 0    | 0    | 0    | 0    | 0     | —  | 2    | 13    |
| 2015  | Moto2  | Octo IodaRacing Team E-Motion IodaRacing Team | Suter MMX2           | 66 | Флоріан Альт      | 17    | 0    | 0    | 0    | 1    | 0     | —  | —    | —     |

Примітка:
1. Результати у дужках відображають підсумковий результат за сезон, включаючи виступи у складі інших команд.